# Cymbidium hartinahianum
Cymbidium hartinahianum là một loài thực vật có hoa trong họ Lan. Loài này được J.B.Comber & Nasution mô tả khoa học đầu tiên năm 1977.